# American Airlines-vlucht 77
American Airlines-vlucht 77 (AA77) was een ochtendvlucht van Washington Dulles naar Los Angeles International. Het was een van de vluchten die betrokken waren bij de terroristische aanslagen op 11 september 2001. De gezagvoerder was Charles Burlingame en Dave Charlebois was zijn copiloot. De vlucht werd uitgevoerd met een Boeing 757 met vliegtuigregistratie N644AA. Na 1 uur en 15 minuten vliegen boorde het toestel zich in het Pentagon. Hierbij kwamen alle 64 inzittenden en 125 mensen in het gebouw om het leven. Het was het derde vliegtuig dat neerstortte die ochtend, 51 minuten na American Airlines-vlucht 11 en 35 minuten na United Airlines-vlucht 175.

## De vlucht
Alle genoemde tijden zijn lokale tijden. In België en Nederland was het zes uur later.
Oorspronkelijk zou het toestel om 7.45 uur vertrekken van Washington Dulles, maar het vertrok uiteindelijk om 8.20 uur. De laatste normale communicatie tussen het vliegtuig en de verkeerstoren was om 8.50:51 uur. Volgens de Commissie-9/11 werd het vliegtuig tussen 8.51 en 8.54 uur gekaapt.

### Kaping
Nadat de kapers de cockpit binnen waren gedrongen, werden de piloten en de passagiers naar de achterzijde van de cabine gedwongen. Om 8.54 uur week vlucht AA77 van zijn normale vliegroute af en draaide naar het zuiden. De transponder werd uitgezet en de automatische piloot werd ingesteld voor Ronald Reagan Washington National Airport, niet al te ver van het Pentagon. Het vliegtuig bevond zich op dat moment boven de National Radio Quiet Zone, een radiostiltegebied waar ook de radardekking minder is dan elders. Het werd opnieuw op de radar ontdekt toen het Washington D.C. naderde. Het toestel daalde steeds sneller.
De vijf kapers waren:
|                                     |                                 |                           |                              |                              |
| Hani Hanjour (piloot) Saoedi-Arabië | Khalid al-Mihdhar Saoedi-Arabië | Majed Moqed Saoedi-Arabië | Nawaf al-Hazmi Saoedi-Arabië | Salem al-Hazmi Saoedi-Arabië |

## Crash
Om 9.37:44 uur boorde vlucht AA77 zich met een snelheid van 853 km/h in de westzijde van het Pentagon in Arlington County, ten zuiden van Washington. Hierbij kwamen alle 64 inzittenden van het vliegtuig en 125 mensen in het Pentagon om het leven. Een van de slachtoffers was Barbara Olson, een Amerikaanse televisiecommentator.

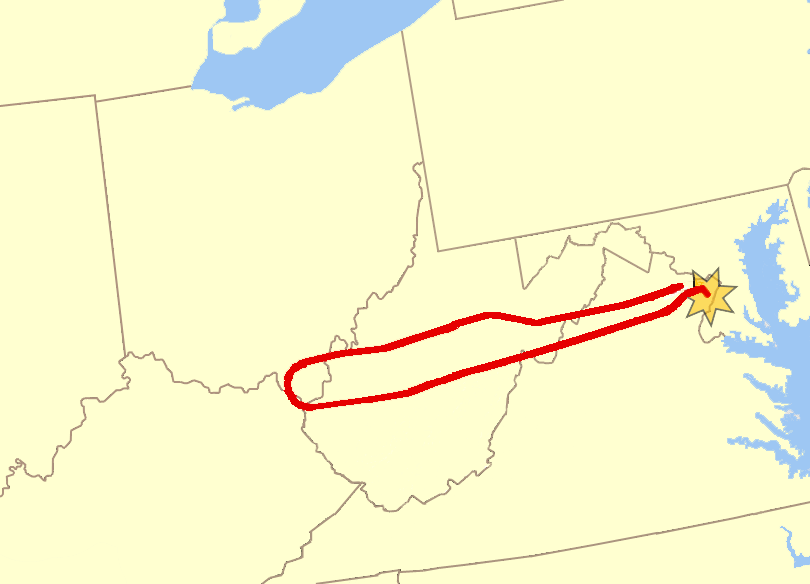
Vluchtroute
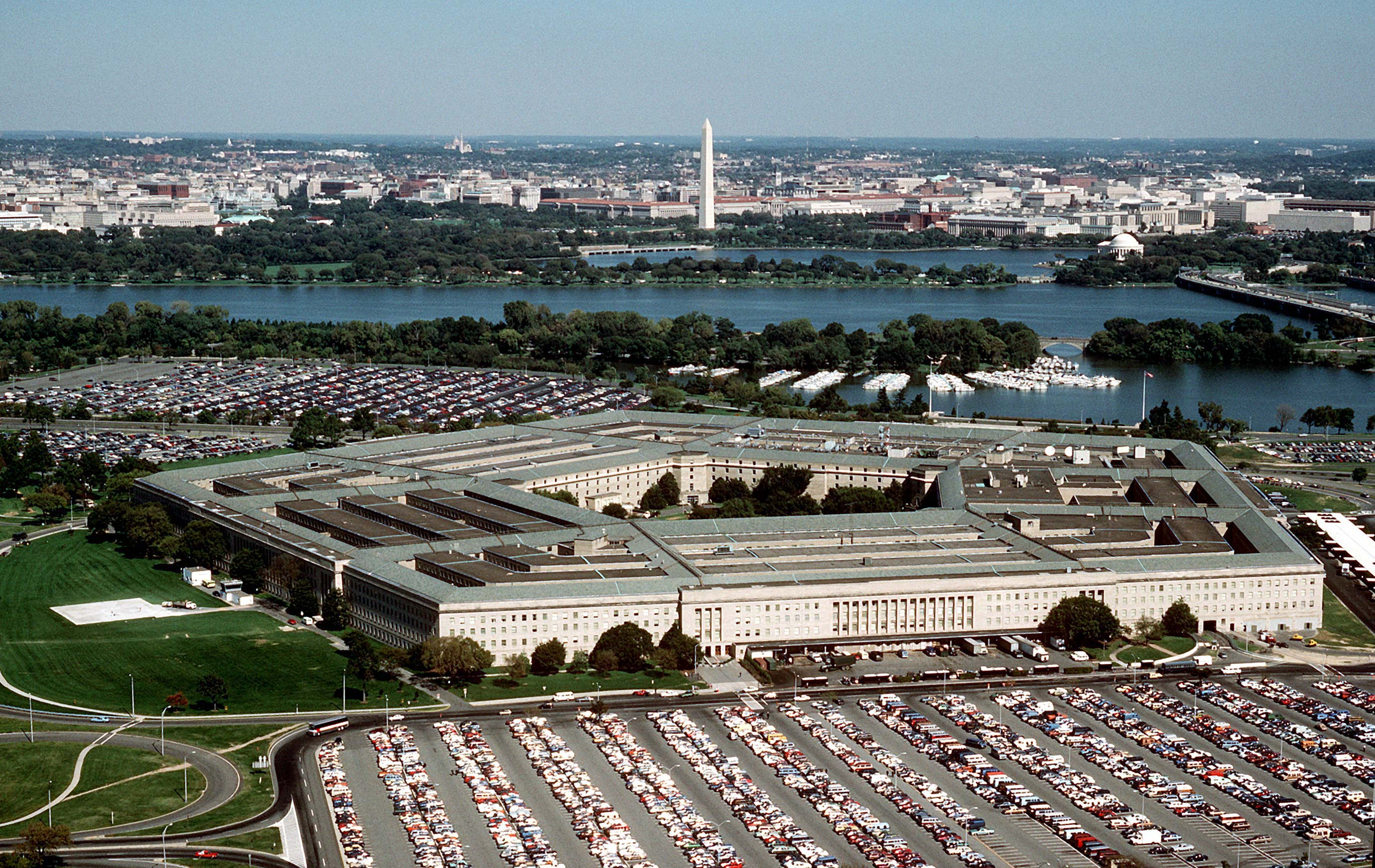
Het Pentagon
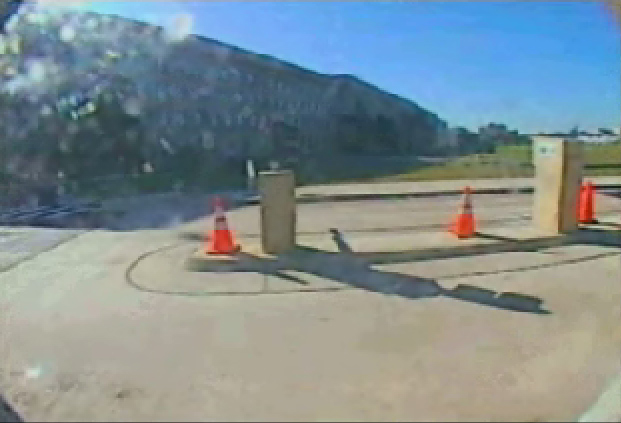
Bewakingscamera laat het Pentagon zien, enkele seconden voor de crash
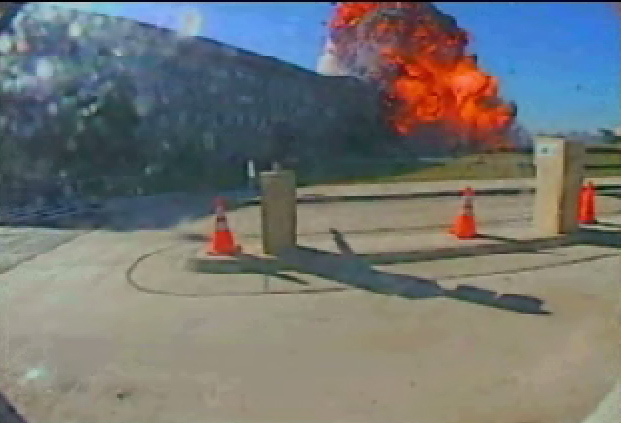
Bewakingscamera laat het Pentagon zien, vlak nadat vlucht 77 het geraakt heeft

## Trivia
- Na de crash werd de vluchtroute met een ander vluchtnummer (149) gevlogen met een Boeing 737-800 of een Boeing 757-200.